# Swanton Morley
Swanton Morley est une paroisse civile et un village du Norfolk, en Angleterre.